# Монгольское завоевание Волжской Булгарии
Монгольское завоевание Волжской Булгарии — военные действия, предпринятые Монгольской империей с 1223 по 1240 год против Волжской Булгарии, закончившиеся включением территории Волжской Булгарии в её состав.

## Освещение в историографии
История завоеваний стран Волго-Уральского региона в советской историографии не была предметом специального изучения и рассматривалась в контексте монгольского завоевания русских княжеств — например, в работах Б. Д. Грекова, И. Б. Грекова, В. В. Каргалова, Л. В. Черепнина. Исключение составляли труды казанских историков и археологов, непосредственно изучавших историю борьбы Волжской Булгарии с монгольскими завоевателями. Это работы А. Х. Халикова, И. Х. Халиуллина, Ф. Ш. Хузина. Также историю завоеваний стран Волго-Уральского региона Монгольской империей специально изучал в 80-е годы XX века американский историк Т. Т. Оллсен (Allsen Th.T.).
В советской историографии было принято либо замалчивать, либо значительно приуменьшать масштабы сопротивления булгар, а саму войну в Заволжье рассматривать как «введение» к завоеванию Руси. Как отмечалось в работе это характерно как для авторов XX века (Л. В. Черепнин, Б. Д. Греков), так и начала XXI века (Д. Г. Хрусталёв, Р. П. Храпачевский).
В постсоветское время исследования в области истории Волжской Булгарии ведутся в основном в Институте истории имени Ш. Марджани АН Татарстана и Институте Археологии имени А. Х. Халикова АН Татарстана.

## Политическая ситуация на начало событий
В первой половине XIII века Волжская Булгария (Булгарский эмират), занимавшая территорию среднего Поволжья и бассейна реки Камы, была самым северным государством исламской цивилизации. По своему социально-экономическому и культурному развитию Волжская Булгария была одним из передовых государств средневековой евразийской цивилизации того времени. Она отличалась наличием большого числа городов, причём в центре западного Закамья располагался один из крупнейших городов средневекового мира — Биляр (в русских летописях Великий Город). Государственным строем Волжской Булгарии был государственный феодализм, и феодальная раздробленность отсутствовала.
Экономическая и военная мощь Волжской Булгарии позволили ей распространить своё влияние на окружающие территории. Непосредственно в вассальной зависимости от Волжской Булгарии находились мордва, занимавшая окско-сурский бассейн, пермяне и марийцы. Расположенный в дельте реки Волги город Саксин, являющийся преемником хазарского Итиля, и представляющий собой политически-территориальную идентичность, также находился под политическим и, возможно, даже административным влиянием Волжской Булгарии.
Из-за планомерной экспансии Владимиро-Суздальского княжества на восток в первой трети XIII века продолжалось противостояние Волжской Булгарии и Владимиро-Суздальского княжества. Между ними велась борьба за контроль над волжскими торговыми путями и сюзеренитет над мордовскими племенами окско-сурского бассейна.

## Подготовка Волжской Булгарии к войне
В 1219—1221 годах Монгольская империя разгромила могущественный Хорезм (государство Хорезмшахов), расположенный на территории Средней Азии и Иранского нагорья. Волжская Булгария, будучи частью исламского мира, имела тесные контакты с Хорезмом. Поэтому в Булгарии были хорошо осведомлены о происходящих событиях и осознавали нависшую над ними угрозу.
Укрепление обороноспособности. Булгарский эмир Габдулла Чельбир предпринял энергичные меры по повышению обороноспособности страны. Были проведены работы по укреплению оборонительных сооружений городов. Как показали археологические раскопки в первой трети XIII в. были серьёзно укреплены фортификационные сооружения столицы страны — Биляра. Была увеличена мощность существующих земляных валов, реконструированы деревянные конструкции укреплений, вокруг города возведены дополнительные линии валов и рвов. Биляр стал одним из самых сильно укреплённых городов Восточной Европы.
Дипломатические шаги. Подготовка к нападению Монгольской империи также шла и во внешней политике. Для сосредоточения сил перед лицом монгольской угрозы был необходим мир с соседними государствами.
В первой трети XIII века продолжалось противостояние Волжской Булгарии и Владимиро-Суздальского княжества. Шла планомерная экспансия Суздаля на восток. Мордовские племена, бывшие вассалами Волжской Булгарии под военным давлением начинают переходить под вассалитет Владимиро-Суздальского княжества. Для перехвата булгарского контроля над Волжским торговом путём на Волге закладывается город-крепость Городец. Кроме того основывается город Устюг, перерезающий булгарский меховой торговый путь к удмуртам, что приводит к новой вспышке военных действий. В 1218 году булгары захватывают Устюг, а в ответ, в 1220 году суздальцы нападают на булгарский город Ошель.
Осознавая необходимость мира на своих северных границах в связи с монгольской угрозой, в 1221 году Волжская Булгария заключает перемирие с Владимиро-Суздальским княжеством. Согласно этому договору военные столкновения прекращаются, а Владимиро-Суздальское княжество распространяет своё влияние на ряд мордовских земель по реке Ока и основывает город Нижний Новгород на слиянии рек Волги и Оки.

## Военные действия монголов в Волжско-Уральском регионе (1217—1224 годы)
Первое военное столкновение монголов и кыпчаков. В 1212 или 1213 году населяющие Западную Монголию меркиты и найманы восстали против Чингисхана. Между 1217 и 1219 годами (даты в источниках противоречивые) монгольские войска под началом Субэдэя наносят поражение меркитам. Глава их обока (рода) Хуту бежит к кыпчакам, а точнее в кочевую державу йемеков, расположенную в Приаралье и Заволжье и возглавляемую кланом ольбери (ильбуре).
Чингисхан требует от ольбери выдачи Хуту, но получает отказ. Поэтому в 1219 году он отправляет Субэдэя в поход против восточных кыпчаков с целью их «наказания» за укрывательство Хуту и для поимки самого Хуту. У реки Иргиз происходит битва между монголами и кыпчаками, в которой монголы побеждают, а главу обока меркитов Хуту убивают. После этого корпус Субэдэя выводится из Волго-Уральского региона и перебрасывается на войну с Хорезмийским государством.
Монголы всегда прилагали максимум усилий к тому, чтобы уничтожить всякого лидера или вождя, который оказал им сопротивление, особенно такого, как Хуту, чей обок до этого уже входил в состав их империи. Ольбери в свою очередь дали убежище мятежному предводителю меркитов и проигнорировали требование Чингисхана о его выдаче. Поэтому, несмотря на победоносный поход Субэдэя, с точки зрения монголов, окончательный счёт кипчакам ещё не был выставлен.
Монголо-хорезмийская война. В 1219—1221 происходит монголо — хорезмийская война, закончившиеся поражением Хорезмийского государства и присоединением к Монгольской империи его восточной части, а именно, Мавераннахра, Хорезма и Хорасана. В результате этой войны Улус Джучи на западе расширился до реки Урал, а на юге стал включать Хорезм и города по берегам нижнего течения Сырдарьи.
Действия корпуса Джучи. В 1219 году, когда Чингисхан вторгся в Хорезм, на Джучи было возложено командование правым флангом монгольской армии. Он был отправлен в Приаральские степи на территорию племени канглы для нейтрализации важного союзника Хорезма и расчистки подступов к Волго-Уральскому региону. Весной 1221 года Джучи был брошен на подавление локального восстания в городе Барчанлыгкент в верховьях Сырдарьи, а после на подкрепление Чагатаю для взятия Ургенча, столицы Хорезма.
После фактического окончания хорезмской кампании Джучи вернулся на север с приказом приступить к завоеванию земель кыпчаков, алан, булгар и русских, которые отец выделил ему в качестве улуса. Мусульманские источники свидетельствуют, что Джучи действительно ушёл в степь где-то в 1221 г или 1222 г, и «его силы двинулись в страну саксин, булгар и славян». Для того, чтобы достичь этих областей, Джучи должен был вначале атаковать своих старых противников канглы, а потом двинуться на восточных кыпчаков. После некоторых, не слишком энергичных усилий по выполнению отцовских инструкций, Джучи начал отходить на восток к своей главной ставке на реке Иртыш, оставив при этом существенную часть своей армии вблизи земель восточных кыпчаков.
Поход Субэдэя и Джэбэ. Весной 1220 года по приказу Чингисхана был предпринят четырёхлетний поход трёх туменов Субэдэя, Джэбэ и Тохучара. Начинался этот поход как погоня за хорезмским султаном Ала ад-Дином Мухаммедом II. Далее он перерос в завоевание западной части державы Хорезмшахов — Аррана, Азербайджана, Ирака и Ширвана. Выполнив её монгольские войска вышли в Закавказье.
В 1223 году Субэдэй представил Чингисхану доклад, в котором просил позволения снова атаковать кыпчаков. Его предложение было одобрено, и тумены Субэдэя и Джэбэ прорываются через Кавказ в степную зону Северного Кавказа и Причерноморья и нападают на западных кыпчаков (половцев).
Одновременно с наступлением Субэдэя и Джэбэ из Передней Азии на Северный Кавказ, началось наступление других монгольских отрядов из Улуса Джучи на канглы, расположенных в Северном Приаралье. Это была хорошо спланированная и чётко скоординированная военная операция. Два концентрических удара имели конечной целью булгарские владения на Нижней Волге — Саксин.
Битва на Калке. Весной 1223 года Субэдэй и Джэбэ разгромили алан на Северном Кавказе и стали преследовать кыпчаков. Вынужденные бежать к границам Руси, кыпчаки во главе с ханом приднепровских кыпчаков Котяном обратились за помощью к русским князьям. Основные южнорусские князья такую помощь оказали.
Выступившее против монголов объединённое русско-кыпчакское войско, включавшее киевские, галицкие, смоленские, и волынские дружины потерпело сокрушительное поражение у реки Калки.
События 1223 года. После победы на Калке Субэдэй ушёл в степи Подонья на летовья, на территорию кыпчаков племени ельтукове, которые вынуждены были отступить во владения Волжской Булгарии. Атакованные ранее войсками Джучи канглы Северного Приаралья также отступили в Волжскую Булгарию. Осенью 1223 года монгольские войска двинулись на Среднюю Волгу. Как отмечается в работе, причиной этого вторжения мог послужить отход кыпчаков ельтукове во владения Волжской Булгарии. Однако на Средней Волге корпус Субэдэя и Джэбэ потерпел поражение от Волжской Булгарии, после чего отступил к Саксину. Там они переправились через Волгу и соединились с действовавшими Волго-Уральском регионе войсками корпуса Джучи.

## Поражение монголов в Волжской Булгарии (1223 год)
Победа в битве на Калке была образцом тактической гибкости и выученности монгольских войск, но далась она им нелегко. В биографии Субэдэя эта битва названа «кровопролитнейшей». После этого сражения монголы отошли на летовья в район Подонья, а после отдыха двинулись в сторону Волжской Булгарии. Тем не менее здесь монгольская армия терпит поражение. Осенью 1223 года булгарские войска одержали победу над Субэдэем и Джэбэ, причём одержана она была не за счёт превосходства сил булгар, а благодаря успешно проведённой булгарами тактической операции.
Арабский летописец Ибн аль-Асир сообщает, что войска Джэбэ и Субэдэя

направились в Булгар в конце 620 года. Когда жители Булгара услышали о приближении их к ним, они в нескольких местах устроили им засады, выступили против них (монголов), встретились с ними и, заманив их до тех пор, пока они зашли за место засад, напали на них с тыла, так что они (монголы) остались в середине; поял их меч со всех сторон, перебито их множество и уцелели из них только немногие. Говорят, что их было до 4000 человек. Отправились они (оттуда) в Саксин, возвращаясь к своему царю Чингисхану, и освободилась от них земля Кипчаков; кто из них спасся, тот вернулся в свою землю.

По мнению американского историка Т.Т. Оллсена поражение монголов было результатом их усталости в результате длительного похода. С точки зрения татарских историков, в частности И.Л. Измайлова, поражение монголов — это результат сопряжения нескольких факторов, главные из которых — правильно выработанная булгарами тактика, удачный выбор места и времени сражения, а также высокая боеспособность и выносливость их войск.
В науке существуют большие разногласия относительно места этой битвы. В последнее время принято считать, что оно произошло «на южных рубежах Булгарии — где-то в районе Самарской Луки». Однако в последнее время благодаря археологическим исследованиям Г. Н. Белорыбкина в районе Золотарёвского городища (вблизи города Пенза) можно утверждать, что это городище — самый реальный объект, к которому можно привязать события 1223 года.
События 1223 года по мнению современных казанских историков, в частности И.Л. Измайлова, выглядят следующим образом. После нескольких месяцев отдыха монгольские войска двинулись на булгар. Однако булгарские полководцы учли ошибки кыпчаков и русских и не собирались вступать в открытое столкновение, но и не собирались уступать завоевателям стратегическую инициативу, пропуская их в глубь страны. В течение лета 1223 г. они возвели дополнительные укрепления в городке в излучине реки Суры (Золотарёвское городище) и, очевидно, оборудовали места засад. Подобная тактика была довольно характерна для булгарского военного искусства. Когда монгольские войска втянулись в осаду этого городка, их окружило объединённое булгарское войско и начало изматывать в небольших схватках. В последовавшем затем сражении (или, возможно, прорыве части войск Субэдэя) монголы потерпели поражение и, судя по находкам из окрестностей Золотарёвки, понесли здесь серьёзные потери. Оттуда они стали отступать на юг, в Нижнее Поволжье и, наконец, вернулись домой через город Саксин.

## Противостояние Улуса Джучи и Волжской Булгарии (1224—1236 годы)
Поход 1223 г. показал, что завоевание Запада может потребовать серьёзных военных усилий, которые не могли быть задействованы в силу растянутости коммуникаций и истощения сил монголов. Требовалась передышка и укрепление власти во вновь завоёванных странах. В этих условиях в Улусе Джучи создаются новые административно-территориальные подразделения — «тысячи» из покорённых народов — меркитов, найманов, кереитов, кыпчаков и канглов, а несколько позднее был сформирован корпус из йемеков-ольбури.
Хотя походы 1221—1224 годов закончились подчинением значительного числа восточных кыпчаков, они не достигли своей главной цели. Волго-Уральский регион оставался под контролем тех, кого монголы считали «разбойниками» или «мятежниками», то есть тех, кто отказывался подчиниться Великой Монгольской империи.
Развёртывание монголами новой кампании в Заволжье и Южном Урале было отсрочено новой войной с тангутским государством Си Ся и стягиванием всех монгольских сил на этот театр военных действий, в частности туда были направлены Субэдэй и Джэбэ с новыми корпусами из тюркских племён. У отсрочки также были внутренние причины. В 1227 году умирает Джучи, а через полгода Чингисхан. После этого происходит подготовка и проведение курултая, решающего вопросы престолонаследия. В 1229 году великим ханом провозглашается Угэдэй, а правителем Улуса Джучи становится Бату.

### Военные действия 1229 года. Оборона Саксина
Тот же курултай 1229 года вынес решение принять серьёзные меры к тому, чтобы установить твёрдую власть Монгольской империи в Волго-Уральском регионе. С этой целью Угэдэй в 1229 году усилил войска Бату, послав ему в подмогу 30-тысячное войско под командованием Кокетая и Сунитая для покорения «земель кыпчаков, саксин и булгар».
У историков есть разногласия по поводу личностей командующих. Вместо Сунитая в ряде работ указывается Субэдей. Однако историки, непосредственно специализирующиеся на изучении военных действий монголов в Волжско-Уральском регионе, такие как Т. Оллсен, И. Л. Измайлов, Р. Хаутала, Я. Пилипчук называют Сунитая. Как показал Оллсен, в англоязычных переводах Джувейни и Рашид ад-Дина, сделанных Бойлом (J.A. Boyle), было внесено искажение, и вместо Sōnitei было записано Sübedei, хотя в опубликованном тексте Джувейни ясно читается «Sunatāi». Более того, в биографии Субэдэя в «Юань-ши» утверждается, что между 1229 и 1232 годами он находился в Китае.
Р.Хаутала также отметил, что Субедей принял участие в войне в Северном Китае с 1230 по 1234 годы, а также что

Русский и английский переводчики Рашид ад-Дина (Юрий Верховский и Вилер Тэкстон) также предпочли исправить правильное указание имени Сунитея на ошибочное прочтение Субедей. Семён Волин также посчитал уместным поместить аналогичное ошибочное указание в сноске к своему русскому переводу Вассафа, оставив, тем не менее, в тексте правильное прочтение имени Сунтай.

Укрепление власти и усиление его войск позволило Бату перейти к решению задачи захвата Заволжья и Нижнего Поволжья. Арабский автор конца XIII века Ибн Василь сообщает:

в 627 году (1229/30 года) вспыхнуло пламя войны между татарами и кыпчаками

Однако монголам пришлось столкнуться с сильной коалицией народов, объединившихся перед угрозой с востока. Основным силовым и цементирующим узлом сопротивления являлась Волжская Булгария со своими владениями в Нижнем Поволжье и, присоединившиеся к ней йемеки (кыпчаки), аланы, мадьяры (маджгарды/баджгарды). В 1229 году центром сопротивления в районе Нижнего Поволжья являлся город и область Саксин, значительную часть населения которого составляли булгары и сувары. По предположению И.Л. Измайлова  после похода 1223 года союзниками булгар в Саксине могли стать ещё и асы Подонья. Основной воинский контингент антимонгольской коалиции составляли йемеки во главе с родом ольбари (ильбари/ильбуре).
В Заволжье были направлены булгарские сторожевые отряды, действовавшие вместе с ополчением Саксина и отрядами йемеков. Эти действия булгар были предприняты в ответ на поход монголов на Саксин. Это была попытка действовать на флангах монгольского войска и не дать блокировать Саксин, хотя для булгар была не характерна тактика далёкого похода в степь. Булгарские войска выдвинулись к берегам реки Яик (Джаик) и вступили в сражение с монголами. В конечном итоге, булгары и их союзники саксины и йемеки потерпели поражение в этом локальном бою, однако сам город Саксин монголами взят не был.
Осада Саксина описывается Плано Карпини:

… они (монголы) осадили один город вышеназванных Саксов и пытались завоевать их, но те сделали машины против их машин и сломали все машины татар, так что те из-за машин и баллист не могли приблизиться к городу для сражения; наконец они сделали дорогу под землею и вскочили в город; и одни пытались зажечь город, а другие сражались. Жители же города назначили одну часть населения для тушения огня, а другая часть храбро сражалась с теми, которые вошли в город, и многих из них убила, а других ранила, заставляя их вернуться к своим; а сами Татары, видя, что не могут ничего сделать и что многие из них умирают, удалились от них"

Поход Бату на Саксин провалился. Правитель Улуса Джучи вынужден был отступить.

### Оборона Суммеркента
Город Суммеркент, подчинённый Саксину, располагался на острове в дельте Волги и тоже оказал упорное сопротивление. Согласно Гильому Рубруку, население Суммеркента, состоявшее
из аланов и сарацин, сопротивлялось монголам восемь лет.
Рубрук описывая дельту Волги и сравнивая её с дельтой Нила, упомянул, что здесь

… находился город, по имени Суммеркент, не имеющий стен; но когда река разливается, город окружается водой. Раньше чем взять его татары стояли под ним 8 лет. А жили в нём Аланы и Сарацины

Никаких точных дат блокады нет, но по мнению Оллсена эта борьба происходила в период между 1229 годом, когда монголы начали свою новую кампанию в Волго-Уральском регионе, и 1236 годом, когда в наступление были брошены новые крупные силы.
По мнению И.Л. Измайлова Саксин Плано Карпини и Суммеркент Гильома Рубрука — один и тот же город в разном произношении.

### Поход на Биляр 1232 года
Общая неудача предыдущих походов заставила Бату изменить тактику. Теперь основной удар был нанесен прямо на Волжскую Булгарию. Поход состоялся летом или осенью 1232 года. Единственным источником сведений об этих событиях является Лаврентьевская летопись:

В лето 6740 (1232 г.) … Приидоша Татарове и зимоваша, не дошедшее Великого города Болгарьскаго…

Объектом наступления Бату стала столица Волжской булгарии — «Великий город» русских летописей — Биляр. По мнению Измайлова И. Л. вторжение осуществлялось из Приуралья, общим направлением через бассейн реки Шешма в сторону Биляра. Но сопротивление булгарских полевых войск и защитников крепостей не позволила монголам прорвать оборону и осадить столицу. Монголы были вынуждены отступить.

### Сопротивление йемеков под руководством Бачмана (1229—1236 годы)
В результате походов в Волго-Уральский регион в 1221—1224 годах монголы подчинили значительное число восточных кыпчаков. По мнению Олсена в это время произошла смена власти у йемеков. Одна часть йемеков покорилась монголам и позже участвовала в их походе на Запад, другая же часть совместно с булгарами продолжала сопротивление. Поддержка булгар позволила консолидировать сопротивление йемеков. Это сопротивление возглавил Бачман из рода ольбери. Неизвестно, принадлежал ли он к правящему роду ольбери или же был вождем сравнительно невысокого ранга. Поздние татарские источники указывали, что родовая территория Бачмана располагалась на Ахтубе.
По мнению историка П.Голдмена сопротивление под руководством Бачмана началось в 1229 году. Вплоть до 1236 года продолжали вести борьбу мадьяры (баджгарды) Южного Урала, опираясь на военную поддержку Булгарии.
Для монголов Бачман был чрезвычайно беспокойным и упорным противником. С учетом мощи монгольской армии, Бачманом была выбрана тактика партизанской войны, которую довольно красочно описал промонгольский историк XIII века Джувейни:

Так как у него не было (постоянного) местопребывания и убежища, где бы он мог остановиться, то он каждый день (оказывался) на новом месте, (был) как говорится, в стихе: «днем на одном месте, ночью на другом», и из-за своего собачьего нрава бросался, как волк, в какую-нибудь сторону и уносил что-нибудь с собою. Мало-помалу зло от него усиливалось, смута и беспорядки умножались. Где бы войска (монгольские) ни искали следов (его), не могли отыскать его, потому что он уходил в другое место и оставался невредимым. Так как убежищем и притоном ему большею частью служили берега Итиля, он укрывался и прятался в лесах их, наподобие шакала, выскакивал, забирал что-нибудь и опять скрывался

Вокруг Бачмана сплотились все антимонгольские силы Волго-Уральского региона. Их действия препятствовали безопасному выходу монголов в западнокыпчакские степи. В руководстве Монгольской империи возникло беспокойство, что упорное сопротивление восточных кыпчаков может разжечь восстание в других районах степи. Пэн Да-я, сунский порученец, посетивший ставку Угэдэя весной или летом 1234 года, сообщает, что

было опасение, как бы в степи не разбушевался неконтролируемый огонь, если тлеющие угли [сопротивления кыпчаков] не будут погашены

Основной проблемой стали восточные кыпчаки и их новый лидер. Перед началом Западного похода Субэдей, не дожидаясь сбора всех войск, начал наступление на йемеков. Согласно его биографии из «Юань-Ши», каан Угедей в год «и-вэй» (21 января 1235 — 8 февраля 1236 г.):

приказал чжувану Бату пойти в Западный поход на Бачмана, и еще сказал так: «[Мы] услышыли, что Бачман имеет ловкость и отвагу, Субэдей тоже имеет ловкость и отвагу, поэтому сможет победить его». Поэтому приказал [Субдею] быть в авангарде и сразиться с Бачманом, а затем назначил [его] командовать главной армией. После чего были захвачены жены и дети Бачмана на (берегу) Куан Тиен-чи-ссу (Каспийское море). Бачман узнал о приходе Субэдтая, сильно оробел и сбежал в море

Прелюдией к «Западному походу» стал разгром йемеков под командованием Бачмана. Не сумев остановить монголов, Бачман отступил к низовьям Волги. Тем самым Субэдей, обезопасив свой южный фланг от контратаки йемеков, мог готовить генеральное наступление на Булгарию. Субэдэй взял на себя командование главными силами для нападения на Волжскую Болгарию. К этому моменту Бачман и его сторонники уже не представляли большой угрозы, однако не в правилах монголов было оставлять «мятежников» безнаказанными. Поэтому Мункэ было предписано отыскать и примерно наказать «преступников».
Согласно Оллсену сравнение китайских и персидских источников дает представление о последних днях Бачмана. Он нашел убежище на одном из множества островов в дельте Волги. Монголы, обнаружив его местопребывание, зимой 1236—1237 года организовали крупную облаву.
По приказу Мункэ соорудили 200 судов для контроля русла реки, в то время как он и его брат Бучек со своими всадниками прочесывали оба берега. Вскоре Мункэ наткнулся на одну из сторонниц Бачмана, старую больную женщину, оставленную своими соплеменниками, и она рассказала ему, на каком острове прячутся беглецы. В отсутствие лодок войска Мункэ не могли переправиться на остров. Но вдруг «поднялся сильный ветер и отогнал воду настолько, что остров стал
достижим». Мункэ приказал немедленно атаковать. В последовавшей схватке монголы перебили численно превосходивших кыпчаков и захватили в плен Бачмана. Мункэ вернулся на берег реки со своим пленником и «воды вернулись». Бачман, не сомневавшийся в своей участи, просил лишь, чтобы Мункэ убил его собственной рукой, но тот отказался. «Честь» разрубить предводителя ольбери надвое была предоставлена Бучеку.
В этом рейде по низовьям Волги войска Мункэ захватили также аланов, которые, участвовали вместе с кыпчаками в их борьбе против монголов. Аланского предводителя Качир Укуле захватили живым и предали той же казни, что и его кыпчакского союзника.
Часть историков относят рейд Мункэ в поисках Бачмана и гибель последнего не к 1236/37, а к 1238 году.

## Курултай 1235 года
Хотя к 1234 году у монголов был ряд военных успехов в Заволжье и определённое расширение территории Улуса Джучи на запад, но решающего успеха достигнуто не было. За одиннадцать лет непрерывной войны на границах с 1223 года Улус Джучи существенно не расширился. Автор «Сокровенного сказания» отмечал, что

…Субеетай-Багатур встречал сильное сопротивление со стороны тех народов и городов, завоевание которых ему было поручено еще при Чингис-хане, а именно Канлин (Канглы), Кибчаут (Кыпчаки), Бачжигит (Мадьяры), Орусут (Русь), Асут (Асы-аланы), Сесут (Саксин), Мачжар, Кешимир, Сергесут, Булар (Булгария), Келет, а также и городов за многоводными реками Адил и Чжаях…

а также:

…вражеских же стран там много, и народ там свирепый. Это такие люди, которые в ярости принимают смерть, бросаясь на собственные мечи. Мечи же у них, сказывают, остры…

Правители Улуса Джучи оказались перед лицом общего краха всей своей военной политики.
Каан Монгольской империи Угедей, несмотря на наличие других войн — с империей Южная Сун, с Кореей и Тибетом, вынужден был учесть положение Джучидов, так как они являлись силой, поддерживавших его на троне против других Чингизидов. Уступая давлению Джучидов каан объявил общемонгольский поход на Запад во главе с Бату.
Решение об установлении полного контроля над западнокыпчакскими землями было принято на курултае, проходившем на берегах реки Онон в конце весны 1235 года. Новое продвижение на запад планировалось как крупномасштабное предприятие. Номинальное руководство поручалось Бату, второму сыну Джучи и его преемнику. Однако в целях обеспечения успеха Угэдэй передал фактическое руководство операцией в руки Субэдэя.
Интересные сведения о курултае сохранил Ала ад-Дин Джувейни, использовавший материалы ханской канцелярии и рассказы очевидцев, поскольку писал в 1252—1253 годах, через полтора десятилетия после самих событий. Он писал:

Когда каан [Угедей] во второй раз собрал Великий курилтай, они [царевичи] вместе совещались об истреблении и покорении всех оставшихся [до сих пор] непокоренными. Было принято решение о завоевании пределов Булгар, Ас и Рус, находившихся по соседству со становищем Бату. До сих пор не подчиненных и [тщеславно] гордившихся множеством своих городов.

## Поход на Запад и завоевание Волжской Булгарии (1236—1237 годы)
В короткие сроки после курултая 1235 года был осуществлен сбор дополнительных налогов и начался набор войск. По указу Угедея:

Старшего сына обязаны послать на войну как те великие князья-царевичи, которые управляют уделами, так и те, которые таковых в своем ведении не имеют. Нойоны-темники, тысячники, сотники и десятники, а также люди всех состояний, обязаны точно так же выслать на войну старшего из своих сыновей. Равным образом старших сыновей отправят на войну и царевны, и зятья

Каждая семья обязана была выставить одного воина. Это была беспрецедентная мобилизация сил, подобной которой больше Монгольская империя не знала. Выполняя указ Угедея, многие Чингизиды участвовали в походе лично:

младший сын Чингиз-хана Кулькан, сыновья Угедея Гуюк и Кадан, сыновья Тулуя Менгу и Бучек, сыновья Чагатая Бури и Байдар, а также все взрослые Джучиды — Бату, Орду, Шибан и Тангут, а из почетных эмиров Субедей-багатур, Бурундай-батыр и несколько других эмиров

Общее командование войск было возложено на Бату, а его главным советником стал Субедей. Не будучи Чингизидом, этот полководец сыграл огромную роль в организации и руководстве военными действиями во время похода на запад.
Субедей, не дожидаясь сбора всех войск, в год «и-вэй» (21 января 1235 года — 8 февраля 1236 года) начал наступление на йемеков, действовавших под командованием Бачмана, и разгромил их. Бачман отступил к низовьям Волги. Обезопасив тем самым свой южный фланг от контратаки йемеков, Субедей стал готовить генеральное наступление на Булгарию. Весной и летом 1236 года войска Бату сражались с мадьярами в Южном Приуралье.
В конце лета или осенью 1236 года началось вторжение в Волжскую Булгарию, где тумены Джучидов соединились со всеми вспомогательными войсками империи. Наступление происходило несколькими корпусами, которые двигались по сходящимся направлениями общим направлением на Биляр («Великий город»).

В лето 6744 (1236 г.) … приидоша от восточные страны в Болгарьскую землю безбожнии Татарии и взяша славныи Великий город Болгарскыи и избиша оружьем от старца и до унаго и до сущаго младенца и взяша товара множество, а город ихъ пожгоша огнемъ и всю землю ихъ поплениша

Сначала они [царевичи] силою и штурмом взяли город Булгар, который известен был в мире недоступностью местности и большою населенностью. Для примера подобным им, жителей его [частью] убили, а [частью] пленили

После падения центра обороны Булгарии организованное сопротивление, по мнению Измайлова И. Л., прекратилось. Дать отпор монгольским войскам пытались лишь отдельные пункты. Но как взятые с боем, так и сложившие оружие булгарские города были разорены. Военное поражение было усугублено тем, что часть булгарских аристократов перешла на сторону монголов.
Победа над булгарами открыла монголам путь к завоеванию всего Поволжья. Согласно Измайлову И. Л. в это время монгольские войска разделились и принялись завоёвывать поволжские земли одну за другой. Летом 1237 г. войска Бату частично отошли в заволжские степи, чтобы отдохнуть и пополнить свои ряды резервами, а какие-то отряды продолжали воевать в Булгарии, подавляя сопротивление отдельных городов и областей. Следующий удар был нанесен по южной части Булгарии и Нижнему Поволжью. Окончательно Нижнее Поволжье было завоёвано в 1237—1238 годах. Как сообщает Плано Карпини, часть саксинов сражалась столь упорно, что их сопротивление удалось подавить ценой серьезных усилий и спустя некоторое время.
В конце лета или в начале осени 1237 года монгольские войска переправились через Волгу в районе традиционной переправы близ Самарской Луки. В это время были уничтожены булгарские города по Волге и Самарской Луке, которые получили такой страшный удар, что больше уже не восстанавливались. Далее монгольские войска двинулись к верховьям рек Сура и Хопер на южную часть булгарских земель, где в районе Золотаревского городища булгары нанесли в 1223 г. сокрушительное поражение войскам Субедая и Джебе.
Центром подавления сопротивления в Посурье и районом сосредоточения монгольских войск стал район реки Узы, откуда они начали вторгаться в мордовские земли и быстро привели их к покорности.